# Пентаксим
Пентаксим — комбинированная вакцина для профилактики 5 наиболее опасных детских заболеваний. Включает — анатоксины дифтерийный, столбнячный и коклюшный адсорбированные, вакцины против полиомиелита инактивированная, гемофильной инфекции, вызываемой возбудителем серотипа b конъюгированная.

## Лекарственная форма
Лиофилизат для приготовления суспензии для внутримышечного введения 1 доза, в комплекте с суспензией для внутримышечного введения 0,5 мл.

## Состав
1. Вакцина для профилактики дифтерии и столбняка адсорбированная; коклюша ацеллюлярная; полиомиелита инактивированная (суспензия для внутримышечного введения).
Одна доза вакцины (0,5 мл) содержит:
Активные вещества:
- Анатоксин дифтерийный — 30 МЕ;
- Анатоксин столбнячный — 40 МЕ;
- Анатоксин коклюшный — 25 мкг;
- Гемагглютинин филаментозный — 25 мкг;
- Вирус полиомиелита 1-го типа инактивированный — 40 единиц D антигена;
- Вирус полиомиелита 2-го типа инактивированный — 8 единиц D антигена;
- Вирус полиомиелита 3-го типа инактивированный — 32 единицы D антигена;

Вспомогательные вещества:
алюминия гидроксид 0,3 мг; среда Хенкса 199* 0,05 мл; формальдегид 12,5 мкг; феноксиэтанол 2,5 мкл; вода для инъекций до 0,5 мл; уксусная кислота или натрия гидроксид — до pH 6,8 — 7,3.
- не содержит фенолового красного

2. Вакцина для профилактики инфекции, вызываемой Haemophilus influenzae тип b, конъюгированная (лиофилизат для приготовления суспензии для внутримышечного введения)
Одна доза лиофилизата содержит:
Активное вещество: полисахарид Haemophilus influenzae тип b, конъюгированный со столбнячным анатоксином 10 мкг. Вспомогательные вещества: сахароза 42,5 мг; трометамол 0,6 мг;

## Описание
Вакцина для профилактики дифтерии и столбняка адсорбированная; коклюша ацеллюлярная; полиомиелита инактивированная (суспензия для внутримышечного введения): Беловатая мутная суспензия.
Вакцина для профилактики инфекции, вызываемой Haemophilus influenzae тип b, конъюгированная (лиофилизат для приготовления суспензии для внутримышечного введения): Белый гомогенный лиофилизат.

## Назначение
Профилактика дифтерии, столбняка, коклюша, полиомиелита и инвазивной инфекции, вызываемой Haemophilus influenzae тип b (менингит, септицемия и др.) у детей, начиная с 2-месячного возраста(по рекомендации ВОЗ).

## Противопоказания
- Прогрессирующая энцефалопатия, сопровождающаяся судорогами или без таковых. Энцефалопатия, развившаяся в течение 7 дней после введения любой вакцины, содержащей антигены Bordetella pertussis.
- Сильная реакция, развившаяся в течение 48 ч после предыдущей вакцинации вакциной, содержащей коклюшный компонент: повышение температуры тела до 40 °C и выше, синдром длительного необычного плача, фебрильные или афебрильные судороги, гипотонический-гипореактивный синдром.
- Аллергическая реакция, развившаяся после предыдущего введения вакцины для профилактики дифтерии, столбняка, коклюша, полиомиелита и вакцины для профилактики инфекции, вызываемой Haemophilus influenzae типа b.
- Подтвержденная системная реакция гиперчувствительности к любому ингредиенту вакцины, а также глютаральдегиду, неомицину, стрептомицину и полимиксину В.
- Заболевания, сопровождающиеся повышением температуры тела, острые проявления инфекционного заболевания или обострение хронического заболевания. В этих случаях вакцинацию следует отложить до выздоровления.

## Применять с осторожностью
При наличии в анамнезе у ребёнка фебрильных судорог, не связаных с предшествующей вакцинацией, следует следить за температурой тела привитого в течение 48 ч после прививки и, при её повышении, регулярно применять антипиретические (жаропонижающие) препараты в течение всего этого периода.

## Способ применения и дозы
Вакцину вводят внутримышечно в дозе 0,5 мл, рекомендуемое место введения — средняя треть передне-латеральной поверхности бедра. Не вводить внутрикожно или внутривенно. Перед введением необходимо убедиться, что игла не проникла в кровеносный сосуд. Для варианта упаковки с двумя отдельными иглами, перед приготовлением вакцины иглу следует плотно закрепить, вращая её на четверть оборота относительно шприца. Для приготовления вакцины, предварительно удалив пластиковую цветную крышечку с флакона, полностью ввести суспензию для внутримышечного введения (вакцина для профилактики дифтерии, столбняка; коклюша и полиомиелита) через иглу из шприца во флакон с лиофилизатом (вакцина для профилактики инфекции, вызываемой Haemophilus influenzae тип b). Взболтать флакон, не вынимая шприца из него, и дождаться полного растворения лиофилизата (не более 3 минут). Полученная суспензия должна быть мутной и иметь беловатый оттенок. Вакцина не должна использоваться в случае изменения окраски или наличия посторонних частиц. Приготовленную таким образом вакцину следует полностью набрать в тот же шприц. Готовую вакцину следует ввести немедленно.
Курс вакцинации ПЕНТАКСИМ состоит из 3 инъекций по одной дозе вакцины (0,5 мл) с интервалом 1-2 месяца, начиная с 3-х месячного возраста. Ревакцинацию осуществляют введением 1 дозы ПЕНТАКСИМ в возрасте 18 мес. жизни. В соответствии с Национальным календарём профилактических прививок Российской Федерации, курс вакцинации для профилактики дифтерии, столбняка, коклюша и полиомиелита состоит из 3-х введений препарата с интервалом в 1,5 месяца, в возрасте 3, 4,5 и 6 месяцев соответственно; ревакцинация проводится однократно в возрасте 18 месяцев. При нарушении графика вакцинации последующие интервалы между введением очередной дозы вакцины не изменяются, в том числе, интервал перед 4-й (ревакцинирующей) дозой — 12 мес. Если первая доза Пентаксима была введена в возрасте 6-12 мес., то вторая доза вводится через 1,5 мес. после первой, а в качестве 3-й дозы, вводимой через 1,5 мес. после второй, должна использоваться вакцина для профилактики дифтерии, столбняка; коклюша и полиомиелита, исходно представленная в шприце (то есть без разведения лиофилизата во флаконе (HIb)). В качестве ревакцинирующей (4-й дозы) используется обычная доза Пентаксима (с разведением лиофилизата (HIb)). Если первая доза Пентаксима вводится в возрасте после 1 года жизни, то для 2-й, 3-й и 4-й (ревакцинирующей) дозы должна использоваться вакцина для профилактики дифтерии, столбняка; коклюша и полиомиелита, исходно представленная в шприце, без разведения лиофилизата во флаконе (HIb).
| Первая прививка, возраст ребёнка (вводится полный препарат Пентаксим) | Вторая прививка (через 1,5 мес.), вводится:         | Третья прививка (через 1,5 мес.), вводится:         | Ревакцинация (через 12 мес.), вводится:             |
| --------------------------------------------------------------------- | --------------------------------------------------- | --------------------------------------------------- | --------------------------------------------------- |
| До 6 мес.                                                             | Полный препарат Пентаксим                           | Полный препарат Пентаксим                           | Полный препарат Пентаксим                           |
| 6-12 мес.                                                             | Полный препарат Пентаксим                           | Пентаксим без разведения лиофилизата HIb во флаконе | Полный препарат Пентаксим                           |
| После 12 мес.                                                         | Пентаксим без разведения лиофилизата HIb во флаконе | Пентаксим без разведения лиофилизата HIb во флаконе | Пентаксим без разведения лиофилизата HIb во флаконе |

Во всех случаях нарушения графика вакцинации, врач должен руководствоваться Национальным календарём профилактических прививок Российской Федерации.

## Побочные реакции
1) Местные: болезненность (обычно выражаемая непродолжительным плачем в покое или при несильном надавливании в области инъекции); покраснение и уплотнение в месте инъекции (в 0,1 %-1 % случаев — ≥5 см в диаметре). Эти реакции могут развиться в течение 48 ч после вакцинации.
2) Общие. Повышение температуры тела: ≥38 °C — с частотой 1 %-10 %; ≥39 °C — с частотой 0,1 %-1 %; редко (0,01 %-0,1 %) — свыше 40 °C. (Оценивалась ректальная температура, как правило, она выше аксиллярной (подмышечной) на 0,6-1,1 °С.)
Также отмечались раздражительность, сонливость, нарушения сна, анорексия, диарея, рвота, реже — длительный плач.
В очень редких (< 0,01 %) случаях отмечались сыпь, крапивница, фебрильные и афебрильные судороги, гипотония и гипотонический-гипореактивный синдром, анафилактические реакции (отек лица, отек Квинке, шок)
Редко, после введения вакцин, содержащих HIb-компонент, отмечались случаи отека одной или обеих нижних конечностей (с преобладанием отека на конечности, куда была введена вакцина). В основном отек наблюдался в течение первых нескольких часов после первичной вакцинации. Данные реакции иногда сопровождались повышением температуры тела, болезненностью, длительным плачем, цианозом или изменением цвета кожи, реже — покраснением, петехиями или преходящей пурпурой, повышением температуры тела, сыпью. Эти реакции проходили самостоятельно в течение 24 часов без каких-либо остаточных явлений, они не связаны с какими-либо неблагоприятными явлениями со стороны сердца и дыхательной системы.
Очень редко, после введения вакцин, содержащих ацеллюлярный коклюшный компонент, отмечались случаи выраженных реакций (более 5 см в диаметре) в месте введения вакцины, в том числе отек, распространяющийся за один или оба сустава. Эти реакции появлялись через 24-72 ч после введения вакцины и могли сопровождаться покраснением, увеличением температуры кожи в месте инъекции, чувствительностью или болезненностью в месте инъекции. Данные симптомы исчезали самостоятельно в течение 3-5 дней без какого-либо дополнительно лечения. Полагают, что вероятность развития подобных реакций увеличивается в зависимости от числа введений ацеллюлярного коклюшного компонента, эта вероятность больше после 4-й и 5-й дозы такой вакцины.
Компания располагает данными, что после введения других вакцин, содержащих столбнячный анатоксин, наблюдались синдром Гийена-Барре и неврит плечевого нерва.

## Особые указания
Пентаксим не формирует иммунитета против инфекции, вызываемой другими серотипами Haemophilus influenzae, а также против менингитов иной этиологии.
Врач должен быть информирован обо всех случаях побочных реакций, в том числе не перечисленных в данной инструкции. Перед каждой прививкой, для предотвращения возможных аллергических и других реакций, врач должен уточнить состояние здоровья, историю иммунизации, анамнез пациента и ближайших родственников (в частности — аллергологический), случаи побочных эффектов на предшествовавшие введения вакцин. Врач должен располагать лекарственными средствами и инструментами, необходимыми при развитии реакции гиперчувствительности.
Иммуносупрессивная терапия или состояние иммунодефицита могут быть причиной слабого иммунного ответа на введение вакцины. В этих случаях рекомендуется отложить вакцинацию до окончания такой терапии или ремиссии заболевания. Тем не менее, лицам с хроническим иммунодефицитом (например, ВИЧ-инфекция) вакцинация рекомендована, даже если иммунный ответ может быть ослабленным.
При тромбоцитопении и других нарушениях свертываемости крови введение вакцины должно проводиться с осторожностью из-за риска развития кровотечения при внутримышечной инъекции.
При развитии в анамнезе синдрома Гийена-Барре или неврита плечевого нерва в ответ на какую-либо вакцину, содержащую столбнячный анатоксин, решение о вакцинации Пентаксимом должно быть тщательно обосновано. Как правило, в таких случаях оправданным является завершение первичной иммунизации (если введено менее 3 доз).

## Использование одновременно с другими медицинскими препаратами
За исключением иммуносупрессивной терапии (см. раздел «Особые указания») нет достоверных данных о возможном взаимном влиянии при использовании с другими лекарственными препаратами, в том числе — другими вакцинами.
Врач должен быть информирован о недавно проводившемся либо совпадающем по времени с вакцинацией введении ребёнку любого другого лекарственного препарата (в том числе — безрецептурного).

## Форма выпуска
Вакцина для профилактики дифтерии и столбняка адсорбированная, коклюша ацеллюлярная, полиомиелита инактивированная — суспензия для внутримышечного введения 0,5 мл; в комплекте с вакциной для профилактики инфекции, вызываемой Haemophilus influenzae тип b, конъюгированной — лиофилизат для приготовления суспензии для внутримышечного введения 1 доза.
По одной дозе лиофилизата в стеклянном флаконе и по 0,5 мл (1 доза) суспензии в стеклянном шприце (с закреплённой иглой или без) вместимостью 1 мл, с поршнем хлорбромбутиловым; по 1 флакону и по 1 шприцу в закрытую ячейковую упаковку
(ПЕТ/ПВХ). Если шприц не имеет закреплённой иглы, то в упаковку вкладываются 2 отдельные стерильные иглы. По 1 ячейковой упаковке в индивидуальную картонную пачку с инструкцией по применению.